# Kamakeri, Ramdurg
Kamakeri là một làng thuộc tehsil Ramdurg, huyện Belgaum, bang Karnataka, Ấn Độ.